# Кшижовники (Кемпінський повіт)
Кшижовники (пол. Krzyżowniki) — село в Польщі, у гміні Рихталь Кемпінського повіту Великопольського воєводства.
Населення — 288 осіб (2011).
У 1975-1998 роках село належало до Каліського воєводства.

## Демографія
Демографічна структура станом на 31 березня 2011 року:
|          | Загалом | Допрацездатний вік | Працездатний вік | Постпрацездатний вік |
| -------- | ------- | ------------------ | ---------------- | -------------------- |
| Чоловіки | 146     | 29                 | 106              | 11                   |
| Жінки    | 142     | 30                 | 84               | 28                   |
| Разом    | 288     | 59                 | 190              | 39                   |